# سلالة غورجارا براتيهارا
كانت سلالة غورجارا براتيهارا قوة إمبراطورية خلال الفترة الكلاسيكية المتأخرة في شبه القارة الهندية، وقد حكمت قسمًا كبيرًا من شمال الهند من منتصف القرن الثامن إلى القرن الحادي عشر. حكمت سلالتهم أولاً في أوجين وبعد ذلك في كاناوج.
لعبت سلالة غورجارا براتيهارا دورًا فعالًا في احتواء الجيوش العربية التي تحركت شرق نهر السند. هزم نجابتا الأول الجيش العربي بقيادة جنيد وتامين خلال حملات الخلافة في الهند. تحت حكم نجابتا الثاني، أصبحت سلالة غورجارا براتيهارا أقوى سلالة في شمال الهند. خلفه ابنه رامابهادرا، الذي حكم لفترة وجيزة قبل أن يخلفه ابنه ميهيرا بهوجا. في عهد بهوجا وخليفته ماهيندرابالا الأول، وصلت إمبراطورية براتيهارا إلى ذروة ازدهارها وقوتها. بحلول وقت ماهيندرابالا، تنافست مساحة أراضي السلالة مع أراضي إمبراطورية جوبتا الممتدة من حدود السند في الغرب إلى البنغال في الشرق ومن جبال الهيمالايا في الشمال إلى المناطق الواقعة بعد نارمادا في الجنوب. أثار التوسع صراعًا ثلاثيًا على السلطة مع إمبراطوريتي راشتراكوتا وبالا للسيطرة على شبه القارة الهندية. خلال هذه الفترة، أخذ إمبراطور براتيهارا لقب مهراجادراجا أريافارتا (الملك العظيم لملوك الهند).
تشتهر سلالة غورجارا براتيهارا بمنحوتاتها وألواحها المنحوتة والمعابد المفتوحة على طراز الجناح. كان أعظم تطور في أسلوب بناء المعابد في خاجوراهو، وهو الآن أحد مواقع التراث العالمي لليونسكو.
ضعفت قوة براتيهارا بسبب الصراع الأسري. تضاءلت بشكل أكبر نتيجة غارة كبيرة قادها حاكم راشتراكوتا إندرا الثالث الذي أزاح كانوج حوالي عام 916. في ظل تعاقب الحكام الغامضين إلى حد ما، لم يستعد البراتيهارا نفوذهم السابق. أصبحت خلافاتهم أكثر عمقًا، واحدًا تلو الآخر تخلوا عن ولائهم حتى نهاية القرن العاشر، سيطر البراتيهارا على مساحة قليلة من دواب الغانج. آخر ملوكهم المهمين، راجيابالا، طُرد من كانوج بواسطة محمود الغزني عام 1018.

## التسمية والأصل
أصل السلالة ومعنى مصطلح غورجارا في اسمها هو موضوع نقاش بين المؤرخين. استخدم حكام هذه السلالة التسمية الذاتية براتيهارا لعشيرتهم، ولم يشيروا إلى أنفسهم مطلقًا باسم غورجار. زعموا أنهم ينحدرون من البطل الأسطوري لاكشمانا، الذي قيل إنه كان بمثابة براتيهارا (حارس الباب) لأخيه راما. يفترض بعض العلماء المعاصرين أن أحد أسلاف براتيهارا كان بمثابة وزير دفاع (أو براتيهارا) في محكمة راشتراكوتا، وهكذا أصبحت السلالة تُعرف باسم براتيهارا.
تصف النقوش المتعددة للسلالات المجاورة لهم البراتيهارا بغورجارا. مصطلح غورجارا براتيهارا يوجد فقط في نقش راجور لحاكم إقطاعي يُدعى ماثانديفا، الذي يصف نفسه بأنه غورجار براتيهارا. وفقًا لإحدى المدارس الفكرية، كان الغورجارا هو اسم المنطقة التي حكمها في الأصل البراتهيارا؛ تدريجيًا، جاء المصطلح للدلالة على سكان هذه المنطقة. النظرية المتعارضة هي أن غورجارا كان اسم القبيلة التي تنتمي إليها السلالة، وأن براتهيارا كانت عشيرة من هذه القبيلة.
من بين أولئك الذين يعتقدون أن مصطلح غورجار كان في الأصل تسمية قبلية، هناك خلافات حول ما إذا كانوا هنودًا أصليين أو أجانب. يشير مؤيدو نظرية الأصل الأجنبي إلى أن غورجارا براتهيارا ظهرت فجأة كقوة سياسية في شمال الهند حوالي القرن السادس الميلادي، بعد وقت قصير من غزو هونا لتلك المنطقة. يجادل منتقدو نظرية الأصل الأجنبي بأنه لا يوجد دليل قاطع على أصلهم الأجنبي؛ استوعبوا جيدًا في الثقافة الهندية. علاوة على ذلك، إذا غزوا الهند عبر الشمال الغربي، فلا يمكن تفسير سبب اختيارهم الاستقرار في المنطقة شبه القاحلة لراجستان الحالية، بدلاً من سهل الغانج الهندي الخصب.
وفقًا لأسطورة أغنيفانجا الواردة في المخطوطات اللاحقة لبريثفيراج راسو، نشأت براتيهارا وثلاث سلالات راجبوت أخرى من حفرة نار قربانية (أجنيكوندا) في جبل أبو. فسر بعض مؤرخي الحقبة الاستعمارية هذه الأسطورة على أنها تشير إلى أصل أجنبي لهذه السلالات. وفقًا لهذه النظرية، قُبل الأجانب في نظام الطبقات الهندوسية بعد أداء طقوس النار. ومع ذلك، لم يُعثر على هذه الأسطورة في أقدم النسخ المتاحة من بريثفيراج راسو، وهي مبنية على أسطورة بارامارا. يدعي شعراء راجبوت في القرن السادس عشر النسب البطولي للعشائر من أجل تعزيز وحدة راجبوت ضد المغول.